# Myrteta sublavata
Myrteta sublavata là một loài bướm đêm trong họ Geometridae.